# Gudja
Gudja és un poble de Malta. En el cens de 2021 tenia 3.229 habitants i una superfície de 2,25 km². Està situat a un turó al sud de la capital i amb vistes a l'aeroport internacional de l'illa.
El lema del poble Pluribus parens que vol dir mare de molts fills ens recorda com Gudja fou parròquia dels llocs actuals de Safi, Kirkop, Ħal-Farruġ, Luqa, Mqabba, Birżebbuġa i Tarxien, que ara ja són parròquies independents i alguns fins i tot municipis.
En aquest poble hi ha el Palazzo Bettina lloc de residència de Napoleó durant la seva curta estada a l'illa el 1798.